# Frédéric I de Vianden
 (avril 2021).
Si vous disposez d'ouvrages ou d'articles de référence ou si vous connaissez des sites web de qualité traitant du thème abordé ici, merci de compléter l'article en donnant les références utiles à sa vérifiabilité et en les liant à la section « Notes et références ».
Frédéric Ier de Vianden (mort vers 1154) était comte de Vianden. Il appartenait à la maison Vianden.

## Biographie
Frédéric Ier, fils de Gérard de Vianden, comte de Sponheim-Clervaux, Seigneur de Bitburg et de Clairvaux, et de son épouse Aleydis de Vianden (1095 -), fut comte de Vianden, vogt de l’abbaye de Prüm et oppervoogd de la principauté archiépiscopale de Trèves, dans la première moitié du XIIe siècle.
En 1141, Frédéric entre en conflit avec le comte Henri IV de Luxembourg au sujet de la dépendance de l’abbaye Saint-Maximin, lorsque le comte de Luxembourg se présente avec une armée devant les portes de la ville de Trèves. Grâce à la diplomatie Frédéric a été en mesure de déjouer la chute de la ville et après un pillage des environs, les troupes d’Henry se retirèrent. Probablement en récompense de ses services dans le conflit avec Henri IV de Luxembourg, Albéron de Montreuil, archevêque de Trèves, lui assigna la moitié du château d’Arras comme fief la même année. Au cours des années suivantes, Henri IV attaqua Trèves à plusieurs reprises, mais sans la médiation de Frédéric Ier de Vianden. À partir de 1142, Hermann de Stahleck, comte palatin du Rhin, était devenu adulte, et il devint pleinement oppervoogd sur la principauté archiépiscopale de Trèves.
Quelques années plus tard, lorsque les relations entre Vianden et l'archidiocèse de Trèves se sont refroidies vers la fin du conflit Trèves-Luxembourg, Frédéric occupe entièrement le château d'Arras. Il passa les années suivantes à piller régulièrement l'archidiocèse. Cependant, après que le comte ait perdu sa base d'opérations, il s'est réconcilié avec Albéron et a occupé un nouveau poste à sa cour.
Frédéric Ier de Vianden mourut vers l’an 1154 (1152).

## Mariage et descendance
Frédéric Ier et sa femme dont le nom est inconnu ont eu au moins quatre enfants :
- Siegfried I von Vianden (de) (d. 1171), comte de Vianden
- Frédéric II de Vianden (nl) (1135-1187), comte de Vianden et du Bas-Salm[5],[6]
- Gerhard de Vianden (de) (d. 1212), abbé de l’abbaye de Prüm
- Adelheid, (1140 - vers 1196) marié comte Albrecht de Molbach[7]

## Sources
- (nl) Cet article est partiellement ou en totalité issu de l’article de Wikipédia en néerlandais intitulé « Frederik I van Vianden » (voir la liste des auteurs).

## Biographie
- Dominique du Fays, La Maison de Vianden, Diplomarbeit Lüttich, 1987
- Dominique du Fays, La Maison de Vianden. Des origines à 1337, mémoire de licence en histoire, Université de Liège, 1984-1985
- Auguste Neyen, Histoire de la ville de Vianden et de ses comtes, Luxembourg, V. Bück, 1851 (en ligne).